# Michael Haegele
Michael Haegele (* 1969 in Freiburg) ist ein deutscher Fotograf.

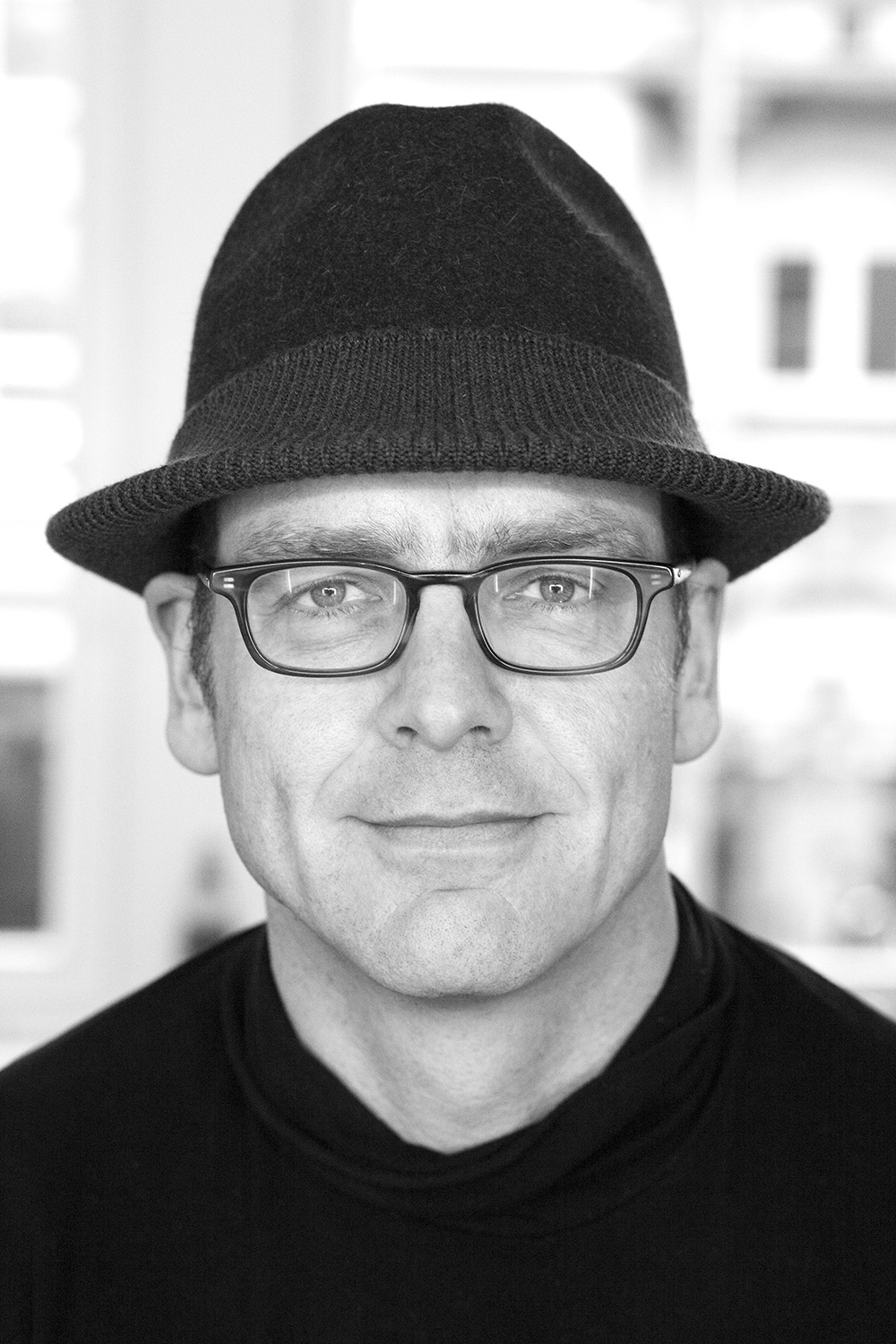
Michael Haegele

Nach der Ausbildung zum Fotografen in Düsseldorf ist Haegele seit 2002 Mitglied im Bund Freischaffender Foto-Designer. Haegele ist durch zahlreiche Fotobeiträge in namhaften Magazinen wie Condé-Nast-Verlag, Elle, Handelsblatt sowie für Fotoaufnahmen in internationalen Kampagnen und Geschäftsberichten bekannt. Er lebt und arbeitet in Düsseldorf.

## Auszeichnung
- 2003 ADG-FAD (art directors club of spain) Preis für "Roca Kampagne" (Spanischer Keramikhersteller)
- 2005 ADC (art directors club of germany) Auszeichnung für "Lichter"
- 2005 ADC of Europe Nomination Anzeige BMW
- 2007 Berliner Type Award Diplom für Foto manroland Kalender 2007
- 2008 ADC Germany Bronze für ThyssenKrupp Geschäftsbericht
- 2009 ADC Germany Auszeichnung für Plakat Business Englisch Inlingua Sprachschule
- 2009 Gold für Photography Anual Report
- 2010 ADC (art directors club of germany) Silber für Voest Alpine Stahlmuseum
- 2011 ADC (art directors club of germany) Auszeichnung für Serie Kulissenbauer in China
- 2013 Auszeichnung für BFF Magazin Titel
- 2013 Goldmedaille  Asu Campaign Kasachstan